# Mauro Furtado
Pour les articles homonymes, voir Furtado.
Mauro Furtado, né le 30 juillet 2008 à Lisbonne, est un footballeur portugais qui joue au poste de défenseur central au Benfica.

## Biographie

### Carrière en club
Mauro Furtado est formé par le Benfica, où il s'illustre d'abord en équipes de jeunes avec le club de championnat du Portugal, après avoir signé son premier contrat professionnel à l'été 2024.

### Carrière en sélection
Mauro Furtado est international junior avec l'équipe du Portugal des moins de 17 ans à partir de septembre 2024.
Il est convoqué avec l'équipe du Portugal des moins de 17 ans pour participer au Championnat d'Europe des moins de 17 ans qui a lieu en mai et juin 2025. Le Portugal atteint la finale de la compétition après l'avoir emporté au tirs au but face à l'Italie (après un match nul 2-2).
Les lusitaniens remportent ensuite la compétition en s'imposant 3-0 contre la France en finale,,,.

## Palmarès
Portugal -17 ans
- Championnat d'Europe
  - Champion en 2025